# FGM-172 SRAW
ロッキード・マーティン プレデター（英語: Lockheed Martin Predator）は、アメリカ合衆国、ロッキード・マーティン社製の近距離射程対戦車ミサイル。

## 概要
アメリカ海兵隊においてFGM-172 SRAW（英語: Short-Range Assault Weapon, 近距離強襲兵器）として採用された。また、以前はSRAW MK 40 MOD 0とも呼ばれていた。
発射の前に射手は目標を3秒間追尾する必要がある。これにより内部システムは目標の距離・方向・速度を算出し、目標とミサイルのコリジョンコースを計算し照準線を決定する。発射されたミサイルは慣性誘導（INS）によりこの照準線に従って飛翔する。つまり、プレデターは目標を追尾するわけではないという点で非常に特異なミサイルであり、この点では非誘導の対戦車ロケット弾とも近い。
しかし、慣性誘導装置を有するため、対戦車ロケット弾よりもはるかに安定した弾道を描くことができる。また、目標追尾式のミサイル（FGM-148 ジャベリンなど）は、シーカーが目標を捕捉する必要上、一定程度の最低射程が生じてしまう（例えばジャベリンでは75メートル）のに対し、本機では慣性誘導を採用したことにより最低射程を17メートルにまで大幅に短縮しており、近距離での交戦能力に優れている。
終末航程においては、トップアタックを行う型と直撃コースを採用する型の2種があり、アメリカ軍では前者をFGM-172A、後者をFGM-172Bとして配備している。